# NOS Nieuws
NOS Nieuws is de nieuwsorganisatie van de Nederlandse Omroep Stichting (NOS). 
Deze organisatie is ontstaan na een reorganisatie van de omroep waar het streefde naar werken met meer efficiëntie. Sinds 1 maart 2005 werken hierin het NOS Journaal op radio en televisie, NOS Actueel, het Radio 1 Journaal, Met het Oog op Morgen, de politiekredactie in Den Haag, NOS-Online (internet) en -teletekst samen. In het najaar van 2005 zijn de verschillende separate redacties verhuisd vanuit het destĳds genoemde Hoofdgebouw en zĳn ze ondergebracht op één verdieping in het Videocentrum op het Media Park in Hilversum, op het televisiestudiopersoneel na. De NOS zit al sinds de jaren tachtig in het Videocentrum waar de eindregies van de televisiezenders en de journaalstudio (Studio 7) zich bevinden. Later is de journaalstudio verhuisd naar Studio 8. Sinds 20 januari 2006 zijn alle nieuwsprogramma's van de NOS in NOS Nieuws ondergebracht. De samenwerking van NOS-nieuwsprogramma's werd gecombineerd met de invoering van het newsroom-computersysteem Omnibus.

## Redactie
Hoofdredacteur van NOS Nieuws was tot 1 juli 2011 Hans Laroes. Hij werd opgevolgd door Marcel Gelauff die verantwoordelijk was voor de vormgeving NOS Journaal en tevens plaatsvervangend hoofdredacteur was. Per 1 september 2022 is voormalig plaatsvervangend hoofdredacteur Giselle van Cann Marcel Gelauff opgevolgd als hoofdredacteur.

## iNOS
De NOS maakte gebruik van het newsroom-systeem Omnibus. Rond 2006/2007 is de omroep overgestapt naar iNEWS van Avid Technology die na zeven jaar is afgeschreven. De omroep besloot toen zelf een eigen redactieplatform te ontwikkelen, dat goedkoper is dan iNEWS en beter is ingericht op de wensen van de nieuwsredactie. In 2013 werd iNOS geïntroduceerd, het in-eigen-huis ontwikkeld redactiesysteem voor het eenvoudig creëeren, verwerken en publiceren van nieuwsartikelen. Het platform is eigendom van de omroep zelf en wordt ook gebruikt door verschillende regionale omroepen als Omroep Zeeland, Omrop Fryslân en RTV Drenthe.